# Лойт
Лойт (нем. Loit) — община в Германии, в земле Шлезвиг-Гольштейн. 
Входит в состав района Шлезвиг-Фленсбург. Подчиняется управлению Зюдербраруп.  Население составляет 266 человек (на 31 декабря 2010 года). Занимает площадь 6,69 км².
Известные уроженцы этой коммуны — Андреас Андресен.